# ريان فينلي
ريان فينلي (بالإنجليزية: Ryan Finley) هو لاعب كرة قدم أمريكي، ولد في 27 مارس 1991 في Lumberton, New Jersey ‏ في الولايات المتحدة. شارك مع منتخب الولايات المتحدة تحت 17 سنة لكرة القدم. أما مع النوادي، فقد لعب مع تشارلوت إندبنتنس وكولومبوس كرو ونادي شيفاز يو إس أي.

## وصلات خارجية
- ريان فينلي على موقع الدوري الأمريكي (الإنجليزية)
- ريان فينلي على موقع قاعدة بيانات كرة القدم.إي يو (الإنجليزية)
- ريان فينلي على موقع Soccerway.com (الإنجليزية)